# فرودگاه هانا
فرودگاه هانا (به انگلیسی: Hana Airport) یک فرودگاه همگانی بهره‌برداری هوایی با کد یاتا HNM است که یک باند فرود آسفالت دارد و طول باند آن ۱۰۹۹ متر است. این فرودگاه در کشور ایالات متحده آمریکا قرار دارد و در ارتفاع ۲۴ متری از سطح دریا واقع شده‌است.